# Czyreń śliwowy

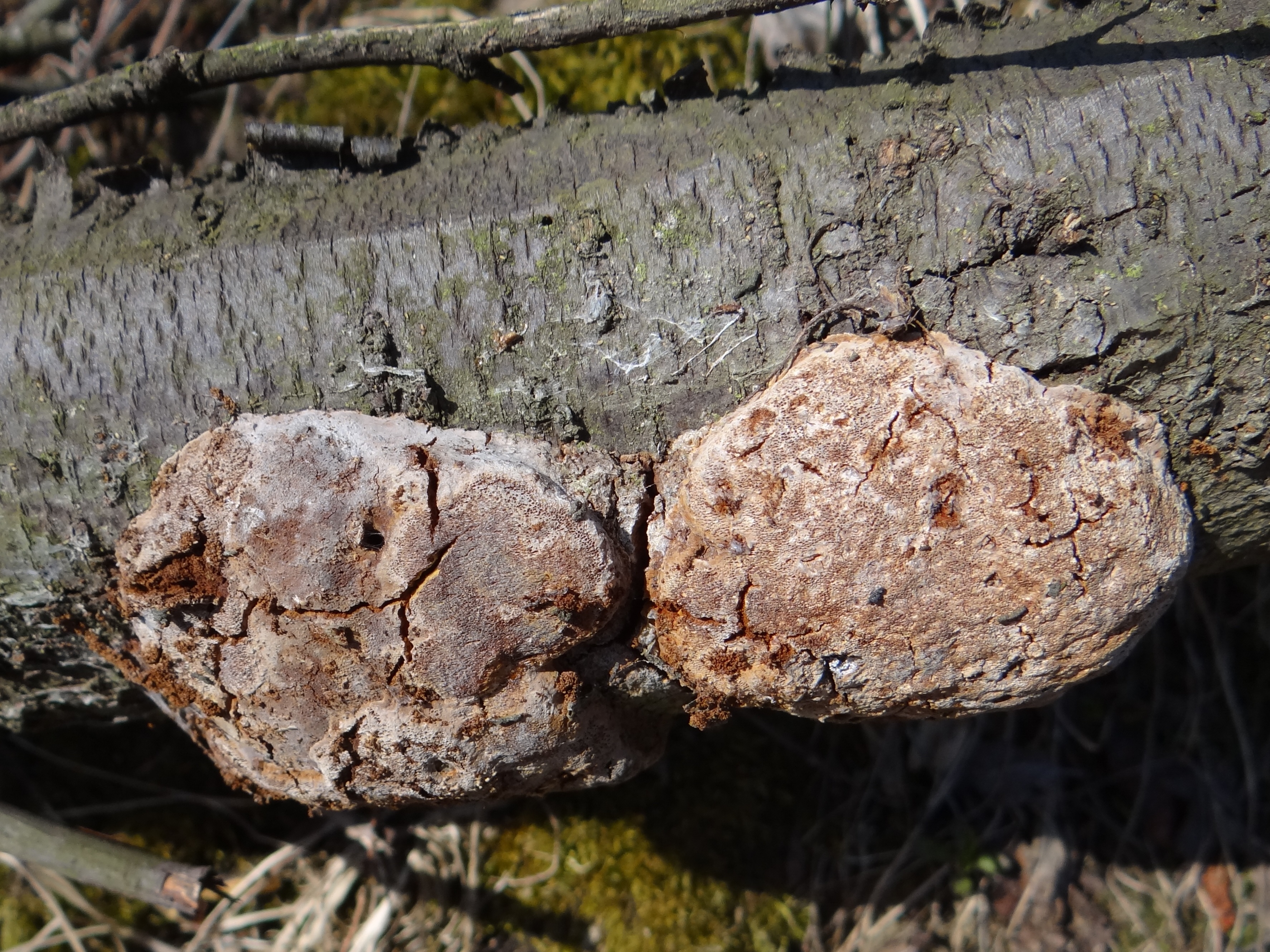
Starsze owocniki

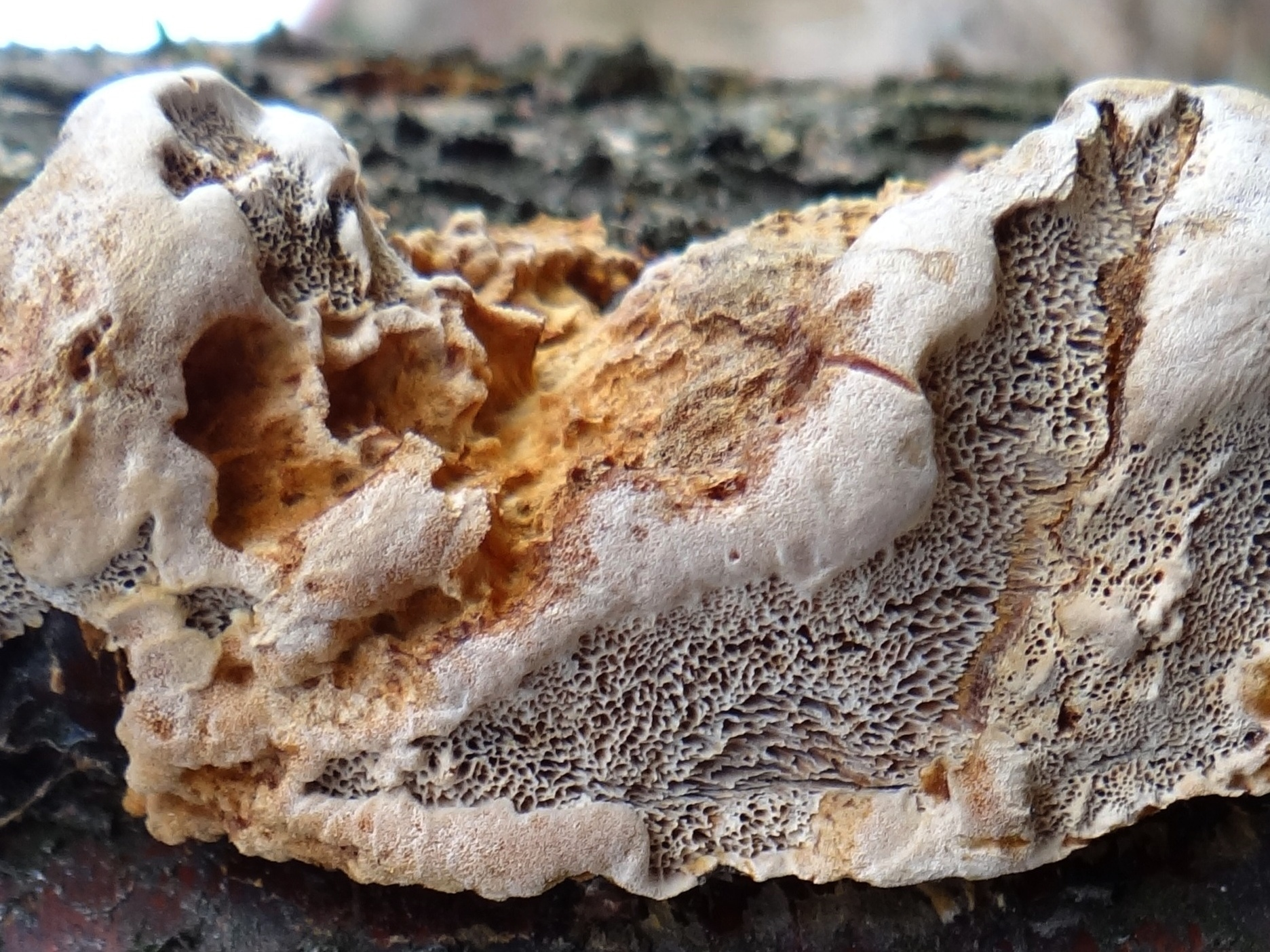
Powierzchnia owocnika i hymenofor

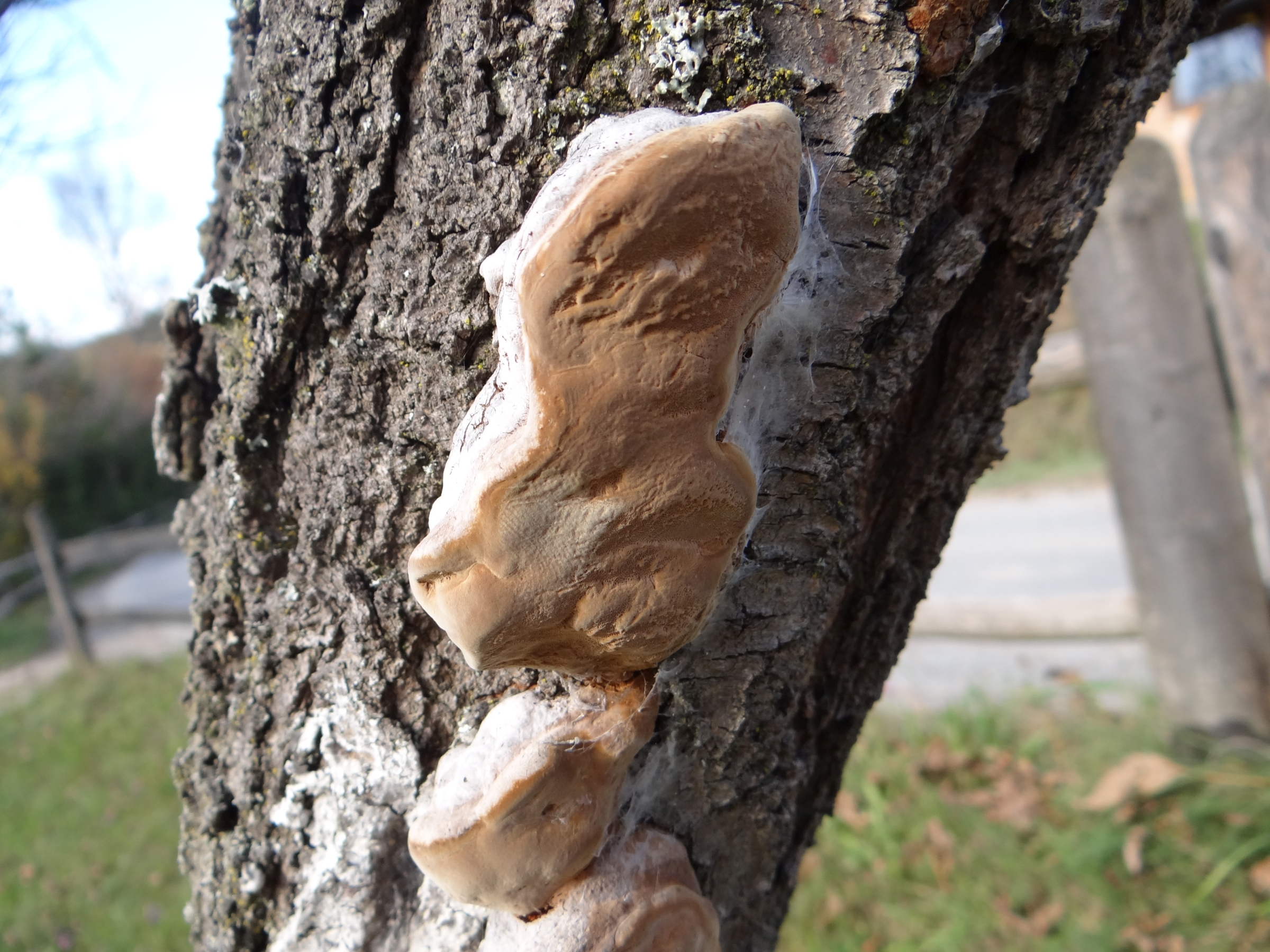

Czyreń śliwowy (Phellinus pomaceus (Pers.) Maire) – gatunek grzybów z rodziny szczeciniakowatych (Hymenochaetaceae).

## Systematyka i nazewnictwo
Pozycja w klasyfikacji według Index Fungorum: Hymenochaetaceae, Hymenochaetales, Incertae sedis, Agaricomycetes, Agaricomycotina, Basidiomycota, Fungi.
Po raz pierwszy takson ten zdiagnozował w roku 1800 Persoon nadając mu nazwę Boletus pomaceus. Obecną, uznaną przez Index Fungorum nazwę nadał mu w roku 1903 Maire, przenosząc go do rodzaju Phellinus.
Synonimów naukowych ma ponad 40. Niektóre z nich:

- Boletus tuberculosus Baumg. 1790
- Fomes pomaceus (Pers.) Lloyd 1910
- Fomes prunicola Lázaro Ibiza 1916
- Ochroporus pomaceus (Pers.) Donk 1933
- Polyporus pomaceus (Pers.) Pers. 1825
- Pseudofomes prunicola Lázaro Ibiza 1916

Nazwę polską podał Stanisław Domański w 1967 r. W polskim piśmiennictwie mykologicznym gatunek ten opisywany był też jako huba płowa.

## Morfologia
Owocnik
Wieloletni, o bardzo różnorodnym kształcie. Może być rozpostarty (resupinowaty), rozpostarto odgięty, poduszeczkowaty, guzowaty, kopytkowaty, półkulisty, a także o nieregularnym kształcie. Wielkość zazwyczaj do kilku cm, często poszczególne owocniki zrastają się razem lub występują dachówkowato jeden nad drugim tworząc duże skupienia. Powierzchnia młodych owocników piaskowo-ochrowa, później poprzez cynamonowo-żółtą i żółtawobrązową staje się kasztanowata, na koniec szara i niemal czarna. Początkowo jest nieco omszona, ale szybko staje się gładka, później popękana. Brzeg owocnika (strefa przyrostu) jest tępy, jaśniejszy i brak na nim hymenoforu.
Hymenofor
Rurkowaty, wielowarstwowy. Rurki o długości 2–3 mm, rdzawobrązowe, u starszych owocników czasami poprzerastane grzybnią. Pory żółtoochrowe, później rdzawe, na koniec brązowe. Są okrągłe lub kanciaste, czasami wydłużone, średnica 1–2 mm.
Miąższ
Żółtobrązowy lub rdzawobrązowy, korkowaty lub zdrewniały.
Wysyp zarodników
Biały. Zarodniki niemal kuliste, o nieco zaostrzonych końcach, gładkiej powierzchni i rozmiarach 5–7 × 4–5,5 µm. Szczecinki bardzo nieliczne, trudno niedostrzegalne.

## Występowanie i siedlisko
Występuje w Europie i niektórych rejonach Ameryki Południowej, Afryki i Azji. W Polsce jest pospolity.
Grzyb nadrzewny. Rośnie głównie na drzewach owocowych, szczególnie w zaniedbanych sadach, najczęściej na śliwach, ale czasami także na morelach, wiśniach, jabłoniach, gruszach. Rośnie na pniach i gałęziach (głównie na ich dolnej stronie).

## Znaczenie
Grzyb niejadalny. Saprotrof i pasożyt, rosnący zarówno na martwych, jak i żywych drzewach. Powoduje białą zgniliznę drewna. Z czasem może powodować obumieranie gałęzi lub nawet całych pni. Jego grzybnia, podobnie jak u innych czyreni, wytwarza gazowy chlorometan wykazujący dużą aktywność w rozkładaniu składników drewna.